# Шергелашвили, Малхаз Семёнович
Малхаз Семёнович Шергелашвили (груз. მალხაზ სიმონის ძე შერგელაშვილი; 10 декабря 1947—1996) — советский футболист, защитник. Мастер спорта СССР.

## Биография
С 1965 года — в составе «Динамо» Тбилиси, в 1966—1968 годах провёл за команду в чемпионате СССР 26 игр. В 1968—1970 годах сыграл за «Торпедо» Кутаиси в чемпионате 82 игры, забил два мяча. В 1971—1975 годах играл за СКА Ростов-на-Дону — 91 игра в высшей лиге, 38 игр, два гола — в первой лиге.
В составе юношеской сборной СССР победитель юниорского турнира УЕФА 1966.
Скончался в 1996 году. Дочь Гванца Шергелашвили была танцовщицей Национального балета Грузии. Погибла 10 августа 2001 года в возрасте 21 года, когда была застрелена при попытке её ограбления в городе Баркисимето, Венесуэла.